# Marc Klein
Marc Klein (* in New York City, New York) ist ein US-amerikanischer Drehbuchautor, Regisseur und Schriftsteller, der durch Kinofilme wie Weil es Dich gibt, Ein gutes Jahr oder Upper East Side Love international bekannt wurde. 2021 veröffentlichte er seinen Debütroman The In Between.

## Leben und Karriere
Marc Klein, geboren in New York City, verlebte seine Jugend in Margate im Bundesstaat New Jersey. Während seiner Zeit an der Atlantic City High School gewann er bereits als Schüler zahlreiche Preise für kreatives Schreiben und erhielt schließlich ein College-Stipendium der National Foundation for the Advancement of Arts. Klein besuchte daraufhin die Tisch School of the Arts der New York University, wo er Filmemachen und Drehbuchschreiben studierte. Nach einem Abschluss mit Auszeichnung zog Klein nach Los Angeles und begann seine berufliche Laufbahn als Drehbuchautor.
Seit Mitte der 1990er Jahre ist Marc Klein im Filmgeschäft in verschiedenen Funktionen tätig. Er begann 1993 als persönlicher Assistent für den Drehbuchautor und Produzenten Paul Aaron bei dem Fernsehfilm Laurel Avenue von Carl Franklin. 1995 füllte er dieselbe Funktion für den Regisseur Jon Turteltaub am Set der Sandra Bullock Komödie Während Du schliefst noch einmal aus. Mit diesen wertvollen Erfahrungen schrieb Klein 2001 das Drehbuch für den Film Weil es Dich gibt von Regisseur Peter Chelsom. Der Film, eine pointierte und intelligent inszenierte Liebeskomödie mit John Cusack und Kate Beckinsale in den Hauptrollen, war an der Kinokasse sehr erfolgreich und spielte ein Vielfaches seines Budgets wieder ein.
2006 beauftragte ihn der Regisseur Ridley Scott das Drehbuch für seinen Film Ein gutes Jahr, einem romantischen Drama mit Russell Crowe, Albert Finney und Marion Cotillard zu verfassen und für Recherchezwecke nach Südfrankreich zu reisen. Zu diesem Zweck arbeitete Klein mit Peter Mayle zusammen, der den Roman geschrieben hatte.
2007 inszenierte Klein dann als Regisseur mit Upper East Side Love, einer Komödie mit Sarah Michelle Gellar und Alec Baldwin in den Hauptrollen seinen ersten eigenen Kinofilm.
Für den Filmemacher Tarsem Singh verfasste er 2012 zusammen mit Jason Keller das Drehbuch zur Kinoproduktion Spieglein Spieglein – Die wirklich wahre Geschichte von Schneewittchen mit Julia Roberts.
Im Juni 2021 erschien sein Debütroman The In Between. 2022 schrieb er dann die Drehbuchfassung zum romantischen Science Fiction Drama The In Between von Regisseur Arie Posin. In den Hauptrollen spielten Joey King, Kyle Allen und Kim Dickens.

## Filmografie

### Als Drehbuchautor
- 2001: Weil es Dich gibt (Serendipity)
- 2006: Ein gutes Jahr (A Good Year)
- 2007: Upper East Side Love (Suburban Girl)
- 2012: Spieglein Spieglein – Die wirklich wahre Geschichte von Schneewittchen (Mirror Mirror)
- 2022: The In Between

### Als Regisseur
- 2007: Upper East Side Love (Suburban Girl)

### Als Autor
- 2021: The In Between